# Філософія математики
Філософія математики — розділ філософії (філософія предметної області), що досліджує філософські припущення, основи і наслідки математики. Метою філософії математики є оцінка природи і методології математики і розуміння місця математики в житті людей.Філософія математики ставить питання про те, які принципи і поняття лежать в основі математичної науки, які є її фундаментальними принципами, і які процеси в математиці відбуваються. Філософія математики включає дослідження таких питань, як: чи є математика суто людською творчістю, чи є математичні твердження незалежними від світу досліджуваних об'єктів, які методи доведення тверджень в математиці є дійсно вірогідними, чи існує єдиний математичний світ і т. д. Філософія математики є розділом філософії науки і близька до метаматематики. Логічна та структурна природа самої математики робить філософські дослідження математики одночасно широкими і унікальними серед інших розділів філософії.
Основоположне питання філософії математики полягає у встановленні взаємовідносин між математичними поняттями і теоріями з одного боку, та реальним світом — з іншого.
Іммануїл Кант в Критиці чистого розуму так пише про спільність і відмінність філософського і математичного пізнання:
Філософське пізнання є розумове пізнання з понять, математичне — з конструкції понять.
У філософії математики можна виділити два основні напрями: математичний реалізм і математичний антиреалізм.
Головні теми (питання), які розглядає філософія математики:
- Що є джерелами математичного змісту?
- Що таке онтологічний статус математичних сутностей?
- Що відносимо до математичних об'єктів?
- Яка особливість математичного судження ?
- Який зв'язок між логікою і математикою?
- Яка роль герменевтики в математиці?
- Які дослідження відіграють важливу роль в математиці?
- Які цілі математичного дослідження?
- Що отримує математика від спирання на досвід?
- Які людські особливості лежать в основі математики (гуманістичний аспект математики)?
- Що таке краса математики (естетика математики)?
- Що є джерелом і яка природа математичної істини?
- Який зв'язок між абстрактним світом математики і матеріальним всесвітом?

Існують філософія математики і математична філософія, які деколи вживаються як синоніми, однак вони охоплюють різні царини досліджень і є окремими розділами філософії. Дослідження математичної філософії стосуються проекту формалізації філософських галузей, скажімо, естетики, етики, логіки, метафізики, або богослов'я, в нібито точніші і строгіші форми, як, наприклад, праці схоластичних богословів або прагнення систематизації Лейбніца і Спінози.
Також математичну філософію пов'язують з практичною філософією окремих математиків чи співтовариств математиків-однодумців. Крім того, дехто розуміє термін "математична філософія", як натяк на підхід Бертрана Рассела до філософії і математики, який він виклав у своїх книгах "Принципи математики" і "Вступ у математичну філософію".

## Історія

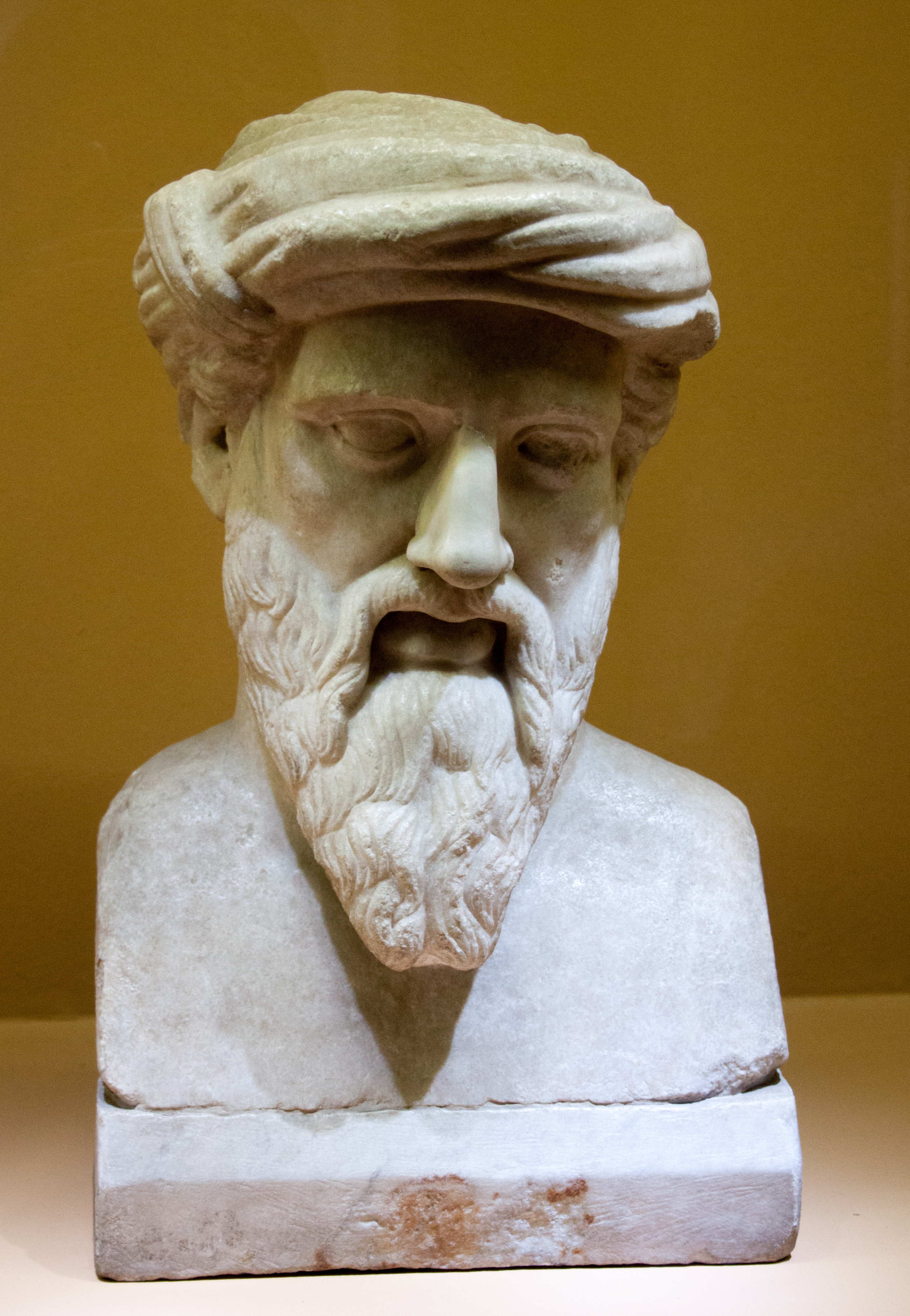
Піфагор вважається батьком математики та геометрії, оскільки він заклав основи для праць Евкліда та евклідової геометрії. Піфагор був засновником піфагореїзму: математичної та філософської моделі для відображення Всесвіту.

Походження математики викликає багато суперечок. Чи була поява математики випадковою чи викликаною необхідністю під час розвитку подібних наук, таких як фізика, досі залишається предметом суперечок.
Багато мислителів висловили свої ідеї щодо природи математики. Існують традиції математичної філософії як у західній філософії, так і в східній філософії. Західна філософія математики сягає Піфагора, який описав теорію «все є математика», Платона, який перефразував Піфагора, і досліджував онтологічний статус математичних об’єктів, і Арістотеля, який вивчав логіку та питання, пов’язані з нескінченністю (актуальною і потенційною).
На грецьку філософію математики сильно вплинуло їх вивчення геометрії. Наприклад, свого часу греки вважали, що 1 (один) — це не число, а одиниця довільної довжини. Число визначалося як безліч. Таким чином, 3, наприклад, представляло певну кількість одиниць і, таким чином, було «справжнім» числом. Подібний аргумент, що 2 — це не число, а фундаментальне поняття пари. Ці погляди походять із переважної геометричної точки зору ("лінійка та циркуль")  греків:  подібно до того, як лінії, проведені в геометричній задачі, вимірюються пропорційно до першої довільно накресленої лінії, так і числа на числовій прямій вимірюються пропорційно до довільного першого «числа» або «одиниці».
Ці ранні грецькі уявлення про числа були пізніше перевернуті відкриттям ірраціональності квадратного кореня з двох. Гіппас, учень Піфагора, показав, що діагональ одиничного квадрата несумірна з його (одиничною довжиною) стороною: іншими словами, він довів, що не існує раціонального числа, яке б точно відображало пропорцію діагоналі одиничного квадрата до його сторони. Це викликало значну переоцінку грецької філософії математики. Згідно з легендою, піфагорійці були настільки травмовані цим відкриттям, що вбили Гіппаса, щоб перешкодити йому поширювати свою єретичну ідею.  Саймон Стевін був одним із перших у Європі, хто кинув виклик грецьким ідеям у 16 столітті. Починаючи з Лейбніца, увага суттєво змістилася на зв’язок між математикою та логікою. Цей погляд домінував у філософії математики за часів Фреге та Рассела, але був поставлений під сумнів розвитком математики і філософії кінця 19-го та початку 20-го століття.

### Сучасна філософія математики
Тривале питання у філософії математики стосується взаємозв’язку між логікою та математикою та їх спільних основ. Філософія математики 20-го століття характеризувалася переважним інтересом до формальної логіки, теорії множин (як наївної теорії множин, так і аксіоматичної теорії множин) і основ математики.
Великою загадкою є те, що, з одного боку, математичні істини, здаються настільки переконливими, але з іншого боку, джерело їхньої «істинності» залишається невловимим. Одне з найбільших досліджень цього питання відоме як «Гільбертова програма» обґрунтування основ математики.
На початку 20-го століття філософи математики вже почали ділитися на різні школи, широко розрізняючись своїми картинами математичної епістемології та онтології. В цей час виникли три школи: формалізм, інтуїтивізм і логіцизм частково у відповідь на все більш поширене занепокоєння, що математика в її існуючому вигляді, і математичний аналіз зокрема, не відповідають стандартам певності та строгості. Кожна школа зверталася до проблем, які виходили на перший план у той час, або намагаючись їх вирішити, або стверджуючи, що математика не має права на статус нашого знання, якому найбільше довіряють.
Несподівані та суперечливі розвитки формальної логіки та теорії множин на початку 20-го століття призвели до нових питань щодо того, що традиційно називали основами математики. З плином століття початковий фокус уваги розширився до відкритого дослідження фундаментальних аксіом математики, аксіоматичний підхід сприймався як належне з часів Евкліда близько 300 року до н. е. як природна основа математики. Поняття аксіоми, висловлення та доведення, а також поняття істинності висловлення щодо математичного об’єкта були формалізовані, що дозволило розглядати їх математично. Було сформульовано аксіоми Цермело-Френкеля для теорії множин, які забезпечили концептуальну основу, у якій інтерпретувалося б багато математичних дискурсів. У математиці, як і у фізиці, виникали нові та несподівані ідеї та відбувалися значні зміни. За допомогою нумерації Геделя висловлення можна інтерпретувати як посилання на себе чи інші висловлювання, що дозволяє досліджувати несуперечність математичних теорій. Ця рефлексивна критика, в якій досліджувана теорія «сама стає об’єктом математичного дослідження», спонукала Гільберта назвати таке дослідження метаматематикою або теорією доведення.
У середині століття Семюел Айленберг і Сондерс Мак Лейн створили нову математичну теорію, відому як теорія категорій, і вона стала новим претендентом на природну мову математичного мислення. В 20-му столітті відбувався певний прогрес у філософії математики, однак філософські погляди розійшлися щодо того, наскільки обґрунтованими були питання про основи математики, які були підняті на початку століття. Гіларі Патнем резюмував поширений погляд на ситуацію в останній третині століття, написавши:
Коли філософія виявляє щось не те у науці, інколи науку доводиться змінювати — на думку спадає парадокс Рассела, як і атака Берклі на актуальну нескінченно малу величину, — але частіше змінювати доводиться саме філософію. Я не думаю, що труднощі, які філософія зустрічає з класичною математикою сьогодні, є справжніми труднощами; і я вважаю, що філософські інтерпретації математики, які нам пропонують з усіх боків, є неправильними, і що «філософська інтерпретація» — це те, чого математика не потребує. :169–170
Основні сучасні філософські питання математики: теорема про неповноту (Курт Гедель), семантична концепція істинності   (Альфред Тарський), втрата визначеності та пошуку істинності (Моріс Клайн), правдоподібні  міркування (Дьордь Поя), сутнісні аспекти визначення математичних понять і доказовості (Успенський Володимир Андрійович) тощо.
Філософія математики сьогодні розвивається в різних напрямках досліджень філософів математики, логіків, математиків, існує багато наукових шкіл з цієї тематики. Школи розглядаються окремо в наступному розділі та пояснюються їхні погляди.

## Основні напрямки

### Математичний реалізм
Математичний реалізм, як форма реалізму, вважає що математичні поняття існують незалежно від людського розуму. Таким чином, люди не винаходять математику, а відкривають її, і будь-які інші розумні істоти у Всесвіті, ймовірно, зробили б те саме. З цієї точки зору насправді існує один вид математики, який можна відкрити; трикутники, наприклад, є реальними сутностями, а не витворами людського розуму.
Багато математиків були математичними реалістами; вони вважають себе першовідкривачами природних об'єктів. Серед них можна виокремити Пауля Ердеша та Курта Геделя. Гедель вірив в об’єктивну математичну реальність, яку можна усвідомлювати аналогічно чуттєвому сприйняттю. Певні принципи (наприклад, для будь-яких двох об’єктів існує набір об’єктів, що складається саме з цих двох об’єктів) можна безпосередньо вважати істинними, але гіпотеза континууму може виявитися нерозв’язною лише на основі таких принципів. Гедель припустив, що квазіемпірична методологія може бути використана для надання достатніх доказів, щоб мати можливість розумно припустити таку гіпотезу.
У рамках реалізму існують відмінності залежно від того, яке існування мають математичні сутності та як ми знаємо про них. Основні і відмінні форми математичного реалізму знаходимо в платонізмі і арістотелізмі.

### Математичний антиреалізм
Математичний антиреалізм загалом стверджує, що математичні твердження мають значення істинності, але не через відповідність спеціальній сфері нематеріальних або неемпіричних сутностей. Основні форми математичного антиреалізму включають формалізм і фікціоналізм.

## Сучасні наукові школи

### Художня
Погляд, який стверджує, що математика — це естетична комбінація припущень, а також стверджує, що математика — це мистецтво. Відомий математик, який це стверджує,  британець Г. Г. Харді. Для Харді в його книзі Апологія математика визначення математики було більше схоже на естетичне поєднання понять.

### Платонізм
Математичний платонізм — це форма реалізму, яка припускає, що математичні сутності є абстрактними, не мають просторово-часових чи причинно-наслідкових властивостей і є вічними та незмінними. Часто стверджують, що це погляд більшості людей на числа. Термін «платонізм» використовується тому, що така точка зору розглядається як паралель Платонової теорії форм і «Світу ідей» (грец. eidos (εἶδος)), описаного в алегорії Платона про печеру: повсякденний світ може лише недосконало наблизитися до незмінної, кінцевої реальності. І печера Платона, і платонізм мають значущі, а не лише поверхневі зв’язки, тому що ідеї Платона передували і, ймовірно, зазнали впливу надзвичайно популярних піфагорійців Стародавньої Греції, які вважали, що світ буквально створений числами.
Головне питання, яке розглядається в математичному платонізмі, таке: де саме і як існують математичні сутності, і як ми знаємо про них? Чи існує світ, повністю відокремлений від нашого фізичного, який займають математичні сутності? Як ми можемо отримати доступ до цього окремого світу та дізнатися правду про сутності? Однією із запропонованих відповідей є гіпотеза математичного всесвіту, теорія, яка постулює, що всі структури, які існують математично, також існують фізично у своєму власному всесвіті.
Найбільш ранні обґрунтування філософської значимості математики, що збереглися, належать Платону (діалоги Тімей, Держава). Він розглядав числа та геометричні фігури як ейдоси та парадейгми, тобто принципи та початки речей, завдяки яким останні знаходять сенс і буття. Математика, що вивчає ейдоси, переорієнтує розум з розгляду минущого буття і буття, що постає, на справді існуюче, стійке і визначене в собі. Математика спирається на почуття і є підготовчим ступенем для філософського знання та істинної діалектики (безпосереднього знання ідеї Блага – найвищої реальності, причетність якої дає буття математичним об'єктам). Ідеї Платона зберігаються в математичному співтоваристві, особливо для спроб пояснення статусу математичних об'єктів.

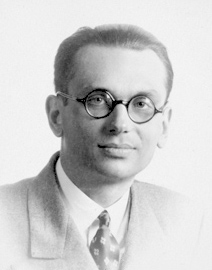
Курт Гедель

Платонізм Курта Геделя  постулює особливий вид математичної інтуїції, яка дозволяє нам сприймати математичні об’єкти безпосередньо. (Ця точка зору нагадує багато речей, які Гуссерль сказав про математику, і підтримує ідею Канта про те, що математика є синтетичною апріорі). Девіс і Герш припустили у своїй книзі «Математичний досвід» 1999 року, що більшість математиків діють так, ніби вони платоніки, хоча, якщо їх змусять ретельно захищати свою позицію, вони можуть відступити до формалізму.
Чистокровний платонізм — це сучасна варіація платонізму, яка є реакцією на той факт, що можна довести існування різних наборів математичних сутностей залежно від використовуваних аксіом і правил висновування (наприклад, закон виключення третього та аксіома вибору). Він вважає, що всі математичні сутності існують. Вони можуть бути доказовими, навіть якщо їх неможливо вивести з одного узгодженого набору аксіом.
Теоретико-множинний реалізм (або теоретико-множинний платонізм)  позиція, яку захищає Пенелопа Медді, — це погляд, що теорія множин — це єдиний всесвіт множин. Цю позицію (яку також називають натуралізованим платонізмом, оскільки це натуралізована версія математичного платонізму) критикував Марк Балагер на основі епістемологічної проблеми Поля Бенасеррафа. Подібну точку зору, названу платонізованим натуралізмом, пізніше захищала Стенфордсько-Едмонтонська школа: згідно з цією точкою зору, більш традиційний вид платонізму узгоджується з натуралізмом; більш традиційний тип платонізму, який вони захищають, відрізняється загальними принципами, які стверджують існування абстрактних об'єктів.

### Математизм
Гіпотеза математичного всесвіту (або математизм) Макса Тегмарка йде далі, ніж платонізм, стверджуючи, що не тільки існують усі математичні об’єкти, але й не існує нічого іншого. Єдиний постулат Тегмарка: усі структури, які існують математично, також існують фізично. Тобто в тому сенсі, що «в тих [світах], досить складних, щоб містити субструктури самосвідомості, [вони] суб’єктивно сприйматимуть себе як існуючих у фізично «реальному» світі».

### Логіцизм
Логіцизм - це теза про те, що математика зводиться до логіки, а отже є не чим іншим, як частиною логіки. :41 Логісти стверджують, що математика може бути пізнана апріорі, але припускають, що наші знання про математику є лише частиною наших знань про логіку в цілому, і, таким чином, є аналітичними, не вимагаючи жодної спеціальної здатності до математичної інтуїції. Згідно з цим поглядом, логіка є належною основою математики, а всі математичні твердження є необхідними логічними істинами.
Рудольф Карнап (1931) представляє логічну тезу у двох частинах:
1. Концепції математики можуть бути виведені з логічних концепцій через явні визначення.
2. Теореми математики можуть бути виведені з логічних аксіом за допомогою суто логічної дедукції.

Готлоб Фреге був засновником логіцизму. У своїй основоположній праці Die Grundgesetze der Arithmetik (Основи арифметики) він побудував арифметику на основі системи логіки із загальним принципом розуміння, який він назвав «Основним законом V» (для понять F і G розширення F дорівнює розширенню G тоді і тільки тоді, коли для всіх об’єктів a Fa дорівнює Ga ), принцип, який він вважав прийнятним як частина логіки.
Конструкція Фреге мала недоліки. Бертран Рассел виявив, що Основний закон V є непослідовним (це парадокс Рассела). Незабаром після цього Фреге відмовився від своєї логістичної програми, але її продовжили Рассел і Уайтхед. Вони пояснили цей парадокс «порочною циклічністю» і створили те, що вони назвали теорією розгалужених типів, щоб впоратися з ним. У цій системі вони зрештою змогли побудувати більшу частину сучасної математики, але в зміненій та надто складній формі (наприклад, у кожному типі були різні натуральні числа, і типів було нескінченно багато). Їм також довелося піти на кілька компромісів, щоб розвинути більшу частину математики, наприклад ввести аксіому звідності. Навіть Рассел сказав, що ця аксіома насправді не належить до логіки.
Сучасні логісти (наприклад Боб Хейл, Кріспін Райт і, можливо, інші) повернулися до програми, ближчої до програми Фреге. Вони відмовилися від Основного закону V на користь принципів абстракції, таких як принцип Юма (кількість об’єктів, що підпадають під поняття F, дорівнює кількості об’єктів, що підпадають під поняття G, якщо і тільки якщо розширення F і розширення G можуть бути поставлені у взаємно однозначну відповідність). Фреге вимагав, щоб Основний закон V міг дати чітке визначення чисел, але всі властивості чисел можна вивести з принципу Юма. Цього було б недостатньо для Фреге, тому що (перефразовуючи його) це не виключає можливості того, що число 3 насправді є Юлієм Цезарем. Крім того, багато ослаблених принципів, які їм довелося прийняти, щоб замінити Основний закон V, більше не здаються такими очевидно аналітичними, а отже, суто логічними.

### Формалізм
Формалізм стверджує, що математичні твердження можна розглядати як твердження про наслідки певних правил маніпулювання рядками. Наприклад, у «грі» Евклідова геометріїя (яка розглядається як така, що складається з деяких рядків, які називаються «аксіомами», і деяких «правил висновування» для створення нових рядків із заданих), можна довести, що виконується теорема Піфагора (тобто можна створити рядок, що відповідає теоремі Піфагора). Відповідно до формалізму, математичні істини не стосуються чисел, множин, трикутників і тому подібного — насправді, вони взагалі «ні про що».
Інший варіант формалізму часто відомий як дедуктивізм. У дедуктивізмі теорема Піфагора є не абсолютною, а відносною істиною: якщо надати значення рядкам таким чином, щоб правила гри стали істинними (тобто істинні твердження приписуються аксіомам і правила виснування зберігають істину), то потрібно прийняти теорему, або, радше, інтерпретацію, яку вона дала, істинним твердженням. Те ж саме вірно і для всіх інших математичних тверджень. Таким чином, формалізм не повинен означати, що математика є нічим іншим, як безглуздою символічною грою. Зазвичай сподіваються, що існує певна інтерпретація, згідно з якою правила гри виконуються. (Порівняйте цю позицію зі структуралізмом). Але це дозволяє працюючому математику продовжувати свою роботу і залишати такі проблеми філософу чи вченому. Багато формалістів сказали б, що на практиці системи аксіом, які потрібно вивчати, будуть запропоновані вимогами науки чи інших галузей математики.

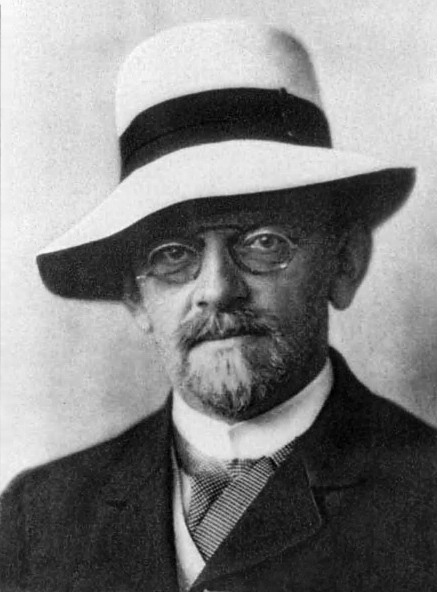
Давид Гільберт

Основним раннім прихильником формалізму був Давід Гільберт, чия програма мала бути повною та несуперечливою аксіоматизацією всієї математики. Гільберт мав на меті показати несуперечність математичних систем, виходячи з припущення, що «фінітна арифметика» (підсистема звичайної арифметики додатних цілих чисел, вибрана так, що не суперечить філософії) є несуперечливою. Цілі Гільберта щодо створення системи математики, яка є одночасно повною та несуперечливою, були серйозно підірвані другою теоремою неповноти Геделя, яка стверджує, що достатньо виразні несуперечливі системи аксіом ніколи не можуть довести свою власну несуперечливість. Оскільки будь-яка така система аксіом містила б фінітну арифметику як підсистему, теорема Геделя означала, що було б неможливо довести несуперечливість системи відносно цієї підсистеми (оскільки б тоді було доведено її власну несуперечливість, що, як показав Гедель, було неможливим). Таким чином, для того, щоб показати, що будь-яка аксіоматична система математики насправді є несуперечливою, потрібно спочатку припустити несуперечливість математичної системи, яка в певному сенсі є сильнішою, ніж система, несуперечливість якої має бути доведена.
Спочатку Гільберт був дедуктивістом, але, як видно з вищевикладеного, він вважав певні метаматематичні методи такими, що дають внутрішньо значущі результати, і був реалістом щодо фінітної арифметики. Пізніше він дотримувався думки, що іншої значущої математики не існує, незалежно від інтерпретації.
Інші формалісти, такі як Рудольф Карнап, Альфред Тарскі та Гаскелл Каррі, вважали математику дослідженням формальних систем аксіом. Математичні логіки вивчають формальні системи, але вони так само часто реалісти, як і формалісти.
Основна критика формалізму полягає в тому, що фактичні математичні ідеї, якими займаються математики, далекі від ігор із маніпулюванням рядками, згаданими вище. Таким чином, формалізм замовчує питання про те, які системи аксіом слід вивчати, оскільки жодна не є більш значущою, ніж інша з формалістичної точки зору.
Останнім часом деякі  математики-формалісти запропонували, щоб усі наші формальні математичні знання систематично кодувалися в формати, зчитувані комп’ютером, щоб полегшити автоматизовану перевірку математичних доведень і використання інтерактивного засобу доведення теорем у розробці математичних теорій і комп’ютерного програмного забезпечення. Через їх тісний зв’язок з інформатикою цю ідею також відстоюють математичні інтуїціоністи та конструктивісти в традиції обчислюваності.

### Конвенціоналізм
Французький математик Анрі Пуанкаре був одним з перших, хто сформулював конвенціоналістичну точку зору. Використання Пуанкаре неевклідової геометрії в його роботі про диференціальні рівняння переконало його в тому, що евклідова геометрія не повинна розглядатися як апріорна істина. Він вважав, що аксіоми в геометрії слід обирати за результатами, які вони дають, а не за їхню очевидну узгодженість із людськими інтуїціями щодо фізичного світу.

### Інтуїціонізм
У математиці інтуїціонізм — це програма методологічної реформи, гаслом якої є те, що «немає жодних неемпіричних (недо́свідних) математичних істин» (Л. Е.Я Брауер). З цього плацдарму інтуїтивісти намагаються реконструювати те, що вони вважають поправною (можливою до коригування) частиною математики, відповідно до кантіанських концепцій буття, становлення, інтуїції та знання. Брауер, засновник руху, вважав, що математичні об’єкти виникають з апріорних форм бажань, які сповіщають сприйняття емпіричних об’єктів.
Головною силою, що стояла за інтуїціонізм був Л. Брауер, який відкидав корисність будь-якої формалізованої логіки для математики. Його учень Аренд Гейтінг постулював інтуїціоністську логіку, відмінну від класичної арістотелівської логіки; ця логіка не містить закону виключеного третього і тому нехтує доведеннями через зведення до абсурду. Аксіома вибору також відкидається в більшості інтуїціоністських теорій множин, хоча в деяких версіях вона приймається.
В інтуїціонізмі термін «явна конструкція» не має чіткого визначення, що призвело до критики. Були зроблені спроби використати поняття машини Тюрінга або обчислюваної функції, щоб заповнити цю прогалину, що призвело до твердження, що лише питання щодо поведінки скінченних алгоритмів є значущими та повинні бути досліджені в математиці. Це призвело до вивчення обчислюваних чисел, вперше представлених Аланом Тьюрингом. Тож не дивно, що цей підхід до математики іноді асоціюють із теоретичною інформатикою.

#### Конструктивізм
Подібно до інтуїтивізму, конструктивізм включає регулятивний принцип, що лише математичні сутності, які можуть бути явно сконструйовані в певному сенсі, повинні бути допущені до математичного дискурсу. З цієї точки зору, математика — це вправа людської інтуїції, а не гра з безглуздими символами. Натомість йдеться про сутності, які ми можемо створити безпосередньо через розумову діяльність. Крім того, деякі прихильники цих шкіл відкидають неконструктивні доведення, такі як використання доведення від супротивного при показі існування об'єкта або при спробі встановити істинність якогось висловлювання. Важлива робота була виконана Ерретом Бішопом, якому вдалося довести версії найважливіших теорем аналізу функцій дійсної змінної як теорем конструктивного аналізу у своїй праці «Основи конструктивного аналізу» 1967 року. 

#### Фінітизм

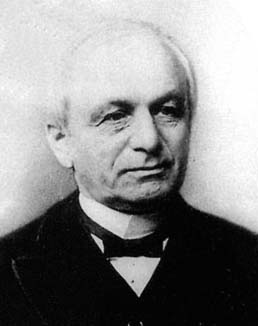
Леопольд Кронекер

Фінітизм — це крайня форма конструктивізму, згідно з якою математичний об’єкт не існує, якщо його не можна побудувати з натуральних чисел за скінченну кількість кроків. У своїй книзі «Філософія теорії множин» Мері Тайлз охарактеризувала тих, хто допускає зліченно нескінченні об’єкти, як класичних фінітистів, а тих, хто заперечує навіть зліченно нескінченні об’єкти, як суворих фінітистів.
Найвідомішим прихильником фінітизму був Леопольд Кронекер , який сказав:
Бог створив натуральні числа, все інше є роботою людини.
Ультрафінітизм є ще більш екстремальною версією фінітизму, яка відкидає не тільки нескінченність, але й кінцеві величини, які неможливо сконструювати за допомогою наявних ресурсів. Іншим варіантом фінітизму є евклідова арифметика, система, розроблена Джоном Пенном Мейберрі в його книзі «Основи математики в теорії множин». Система Мейберрі загалом є арістотелівською, і, незважаючи на його рішуче заперечення будь-якої ролі операціоналізму чи здійсненності в основах математики, він приходить до певної міри подібних висновків, таких як, наприклад, те, що суперпотенціювання не є законною кінцевою функцією.

### Структуралізм
Структуралізм — стверджує, що математичні теорії описують структури, і що математичні об’єкти вичерпно визначаються їхніми місцями в таких структурах, і отже не мають внутрішніх властивостей. Наприклад, це стверджуватиме, що все, що потрібно знати про число 1, це те, що це перше ціле число після 0. Так само всі інші цілі числа визначаються їхніми місцями в структурі, числовій осі. Інші приклади математичних об’єктів можуть включати лінії та площини в геометрії або елементи та операції в абстрактній алгебрі.
Структуралізм є епістемологічно реалістичним поглядом, оскільки він вважає, що математичні твердження мають об'єктивну істинну цінність. Однак його центральне твердження стосується лише того, якого виду сутністю є математичний об’єкт, а не того, який вид існування мають математичні об’єкти чи структури (а не їх онтології, інакше кажучи). Вид існування математичних об’єктів явно залежатиме від структур, у які вони вбудовані; різні підвиди структуралізму висувають різні онтологічні вимоги з цього приводу.
Ante rem структуралізм  (лат. ante rem — «раніше речей») має онтологію, подібну до платонізму. Вважається, що структури мають реальне, але абстрактне та нематеріальне існування. Як таке, воно зіштовхується зі стандартною епістемологічною проблемою пояснення взаємодії між такими абстрактними структурами та математиками з плоті та крові (див. проблему ідентифікації Бенасеррафа).
In re структуралізм (лат. in re — «у речах») є еквівалентом арістотелівського реалізму. Структури вважаються такими, що існують, оскільки певна конкретна система є їх прикладом. Це спричиняє звичайні проблеми, що деякі цілком законні структури можуть випадково не існувати, і що обмежений фізичний світ може бути недостатньо «великим», щоб вмістити деякі інакше законні структури.
Post rem структуралізм  (лат. post rem — «після речей») є антиреалістичним щодо структур в спосіб паралельний номіналізму. Подібно до номіналізму, підхід post rem заперечує існування абстрактних математичних об’єктів із властивостями, відмінними від їх місця в реляційній структурі. Згідно з цією точкою зору, математичні системи існують і мають спільні структурні особливості. Якщо щось вірно для структури, це буде вірно для всіх систем, які слугують прикладом структури. Однак, лише інструментально можна говорити про структури, які  є "спільними" для систем: насправді вони не мають незалежного існування.

### Теорії втіленого розуму
Теорії втіленого розуму стверджують, що математичне мислення є природним результатом людського когнітивного апарату, який знаходиться в нашому фізичному всесвіті. Наприклад, абстрактна концепція числа виникає з досвіду підрахунку окремих об’єктів (вимагаючи людських органів чуття, таких як зір для виявлення об’єктів, дотик; і сигнали від мозку). Вважається, що математика не є універсальною і не існує в жодному реальному значенні, окрім людського мозку. Люди будують, але не відкривають математику.
Когнітивні процеси пошуку шаблонів і розрізнення об'єктів також є предметом нейронауки, такі ж процеси відбуваються в математичних дослідженнях якщо вважати, що математика має відношення до природного світу (наприклад, в реалізмі, на відміну від чистого соліпсизму).
Фактичне відношення математики до реальності, хоча й прийнято вважати надійним наближенням (також припускають, що еволюція сприйняття, тіла та почуттів, можливо, була необхідною для виживання), не обов’язково є точним для повного реалізму (і все ще має недоліки, такі як ілюзії, припущення (тобто, основи та аксіоми, на яких математика була сформована людьми), узагальнення, омана і галюцинації). Як таке, це також може викликати питання щодо сумісності сучасного наукового методу із загальною математикою; оскільки, будучи відносно надійним, він все ще обмежений тим, що можна виміряти емпіризмом, який може бути не таким надійним, як передбачалося раніше (див. також: контрінтуїтивні концепції, такі як квантова нелокальність і дія на відстані).
Інша проблема полягає в тому, що лише одна система числення не обов’язково може бути застосована для вирішення задач. Такі поняття, як комплексні чи уявні числа, вимагають певних змін у часто використовуваних аксіомах математики, інакше їх неможливо адекватно зрозуміти.
Крім того, комп’ютерні програмісти можуть використовувати шістнадцяткове число для «дружнього людині» представлення двійково-кодованих значень, а не десяткове (зручне для підрахунку, оскільки люди мають десять пальців). Аксіоми або логічні правила, що лежать в основі математики, також змінюються з часом (наприклад, винайдення нуля, призвичаєння до нього та використання в математиці, фізиці та інших науках).
Оскільки сприйняття людського мозку підлягають ілюзіям, припущенням, обману, (індукованим) галюцинаціям, когнітивним помилкам або припущенням у загальному контексті, можна поставити під сумнів чи є сприйняття точними, чи строго вказують на істину (див. також: філософія буття), а також природу самого емпіризму стосовно Всесвіту та  те чи він незалежний від почуттів і Всесвіту.
Людський розум не має особливих претензій на реальність або підходів до неї, побудованих на основі математики. Якщо такі конструкції, як ідентичність Ейлера, істинні, то вони істинні як карта людського розуму та пізнання.
Теоретики втіленого розуму таким чином пояснюють ефективність математики — математика була створена мозком, щоб бути ефективною в цьому всесвіті.
Найбільш доступним, відомим і сумнозвісним трактуванням цієї точки зору є книга Звідки походить математика Джорджа Лакоффа та Рафаеля Е. Нуньєса. Крім того, математик Кіт Девлін досліджував подібні концепції у своїй книзі Математичний інстинкт, як і нейробіолог Станіслас Деан у своїй книзі Відчуття чисел.

#### Арістотелівський реалізм
Арістотелівський реалізм вважає, що математика вивчає такі властивості, як симетрія, безперервність і порядок, які можуть бути буквально реалізовані у фізичному світі (або в будь-якому іншому світі, який може існувати). Він контрастує з платонізмом, стверджуючи, що об’єкти математики, такі як числа, не існують в «абстрактному» світі, але можуть бути фізично реалізовані.  Арістотелівський реалізм захищається Джеймсом Франкліном і Сіднейською школою у філософії математики і близький до точки зору Пенелопи Медді про те, що коли відкривається коробка з яйцями, сприймається набір із трьох яєць (тобто математична сутність, реалізована в фізичний світ). Проблема для аристотелівського реалізму полягає в тому, як пояснити вищі нескінченності, які можуть бути нереалізованими у фізичному світі.
Евклідова арифметика, розроблена Джоном Пенном Мейберрі в його книзі «Основи математики в теорії множин» також належить до арістотелівської реалістичної традиції. Мейберрі, слідом за Евклідом, вважає числа просто «визначеною множиною одиниць», реалізованих у природі, наприклад, «учасники Лондонського симфонічного оркестру» або «дерева в Бірнамському лісі». Припущення що існують певні безлічі одиниць, для яких аксіома 5 Евкліда (ціле більше, ніж частина) невиконується і які, отже, будуть вважатися нескінченними, для Мейберрі, по суті, є питанням про природу і не тягне за собою жодних трансцендентних припущень.

#### Психологізм
Психологізм у філософії математики — це позиція, згідно з якою математичні концепції та/або істини ґрунтуються на психологічних фактах (або законах), виводяться з них або пояснюються ними.
Джон Стюарт Мілль, здається, був прихильником певного типу логічного психологізму, як і багато німецьких логіків 19-го століття, такі як Зігварт і Ердман, а також ряд психологів, минулих і сучасних: наприклад, Гюстав Ле Бон. Психологізм піддав відомій критиці Фреге в  «Основах арифметики», а також у багатьох його роботах і есе, включаючи його огляд «Філософії арифметики» Гуссерля. Едмунд Гуссерль у першому томі своїх «Логічних досліджень» під назвою «Пролегомени чистої логіки» піддав ґрунтовній критиці психологізм і намагався дистанціюватися від нього. «Пролегомени» вважаються більш стислим, справедливим і ґрунтовним спростуванням психологізму, ніж критика, зроблена Фреге, і також сьогодні багато хто вважає її вікопам'ятним спростуванням через її вирішальний удар по психологізму. Психологізм також критикували Чарльз Сандерс Пірс і Моріс Мерло-Понті.

#### Емпіризм
Математичний емпіризм — це форма реалізму, яка заперечує, що математика взагалі може бути пізнана апріорі. Він стверджує, що ми відкриваємо математичні факти шляхом емпіричного дослідження, як і факти в будь-якій іншій науці. Це одна з трьох класичних позицій, які відстоювали на початку XX ст., але в основному виникли в середині століття. Однак важливим раннім прихильником подібної точки зору був Джон Стюарт Мілль. Погляд Мілля був підданий значній критиці, тому що, на думку критиків, таких як А. Дж. Еєр, він змушує твердження на кшталт "2 + 2 = 4" розглядати як невизначені, можливі істини, які ми можемо дізнатися, лише спостерігаючи випадки двох пар, що збираються разом і утворюють квартет.
Карл Поппер був ще одним філософом, який вказав на емпіричні аспекти математики, зазначивши, що «більшість математичних теорій, як і теорії фізики та біології, є гіпотетично-дедуктивними: отже, чиста математика виявляється набагато ближчою до природничих наук, гіпотези яких є припущеннями, ніж здавалося ще недавно». Поппер також зазначив, що «визнав би систему емпіричною чи науковою, лише якщо її можна перевірити на досвіді».
Сучасний математичний емпіризм, сформульований В. В. О. Квайном і Гіларі Патнемом, в першу чергу підтримується аргументом незамінності: математика необхідна для всіх емпіричних наук, і якщо ми хочемо вірити в реальність явищ, які описуються науками, ми також повинні вірити в реальність тих сутностей, необхідних для цього опису. Тобто, оскільки фізиці потрібно говорити про електрони, щоб зрозуміти, чому лампочки світяться, то електрони повинні існувати. Оскільки фізиці необхідно говорити про числа, пропонуючи будь-які свої пояснення, то числа повинні існувати. Відповідно до загальної філософії Куайна та Патнема, це натуралістичний аргумент. Він стверджує існування математичних сутностей як найкращого пояснення досвіду, таким чином позбавляючи математику відмінності від інших наук.
Патнем рішуче відкидав термін «платонік», оскільки мав на увазі надто конкретну онтологію, яка не була необхідною для математичної практики в будь-якому реальному сенсі. Він виступав за форму «чистого реалізму», яка відкидала містичні уявлення про істину та визнавала багато квазіемпіризму в математиці. Квазіемпіризм виник внаслідок дедалі популярнішого твердження наприкінці 20 століття про те, що неможливо довести існування жодної основи математики. Його також іноді називають «постмодернізмом у математиці», хоча деякі вважають цей термін перевантаженим, а інші — образливим. Квазіемпіризм стверджує, що, виконуючи свої дослідження, математики перевіряють гіпотези, а також доводять теореми. Математичний аргумент може передати хибність від висновку до засновку так само добре, як він може передати істину від засновку до висновку. Патнем стверджував, що будь-яка теорія математичного реалізму включатиме квазіемпіричні методи. Він припустив, що інопланетний вид, який займається математикою, цілком може покладатися на квазіемпіричні методи, часто готовий відмовитися від строгих і аксіоматичних доведень і продовжувати займатися математикою — можливо, з дещо більшим ризиком невдачі своїх розрахунків. Детальну аргументацію на це він навів у «Нових напрямках». Квазіемпіризм також розвивав Імре Лакатос.
Найважливіша критика емпіричних поглядів на математику приблизно така ж, як і проти Дж. С. Мілля. Якщо математика така ж емпірична, як і інші науки, то це означає, що її результати так само помилкові, як і їхні, і так само умовні. У випадку Мілля емпіричне обґрунтування приходить безпосередньо, тоді як у випадку Квайна воно приходить опосередковано, через узгодженість нашої наукової теорії в цілому, тобто через  консиліенс за Е. О. Вільсоном. Квайн припускає, що математика здається цілком певною, оскільки роль, яку вона відіграє в нашій мережі переконань, є надзвичайно центральною, і що нам було б надзвичайно важко її переглянути, хоча й не неможливо.
Про філософію математики, яка намагається подолати деякі недоліки підходів Квайна та Геделя, беручи аспекти кожного з них, див. Реалізм у математиці Пенелопи Медді. Іншим прикладом реалістичної теорії є теорія втіленого розуму.
Експериментальні доведення того, що немовлята можуть виконувати елементарні арифметичні дії, дивіться у Браяна Баттерворта.

### Фікціоналізм
Математичний фікціоналізм став популярним у 1980 році, коли Гартрі Філд опублікував «Науку без чисел», яка відхилила і фактично скасувала аргумент Квайна про необхідність. Там, де Квайн припустив, що математика є необхідною для наших найкращих наукових теорій, і тому її слід сприймати як сукупність істин, що говорять про незалежно існуючі сутності, Філд припустив, що математика є необов'язковою, і тому її слід розглядати як сукупність неправд, які ні про що справжнє не говорять. Він зробив це, давши повну аксіоматизацію ньютонівської механіки без жодного посилання на числа чи функції взагалі. Він почав із аксіом порядку, які є однією з груп аксіом Гільберта, щоб охарактеризувати простір без координації, а потім додав додаткові зв’язки між точками, щоб виконати роботу, яку раніше виконували векторні поля. Геометрія Гільберта є математичною, оскільки вона говорить про абстрактні точки, але в теорії Філда ці точки є конкретними точками фізичного простору, тому ніяких спеціальних математичних об’єктів взагалі не потрібно.
Показавши, як займатися наукою без використання чисел, Філд перейшов до реабілітації математики як свого роду корисної художньої літератури. Він показав, що математична фізика є консервативним розширенням його нематематичної фізики (тобто кожен фізичний факт, який можна довести в математичній фізиці, вже можна довести за допомогою системи Філда), так що математика є надійним процесом, усі фізичні застосування якого вірні, навіть якщо його власні заяви є неправдивими. Таким чином, займаючись математикою, ми можемо бачити, що ми розповідаємо якусь історію, розмовляючи так, ніби числа існують. Для Філда твердження на кшталт "2 + 2 = 4" є таким же вигаданим, як і «Шерлок Холмс жив на Бейкер-стріт, 221B», але обидва вірні відповідно до відповідних вигадок.
З огляду на це, немає метафізичних або епістемологічних проблем, особливих для математики. Залишилися лише загальні клопоти про нематематичну фізику та взагалі про фікшн. Підхід Філда був дуже впливовим, але й відхилений багатьма вченими. Частково це пов’язано з вимогою сильних фрагментів логіки другого порядку для здійснення його редукції, а також тому, що твердження про консервативність, здається, вимагає квантифікації над абстрактними моделями чи дедукцією.

### Соціальний конструктивізм
Соціальний конструктивізм розглядає математику насамперед як соціальний конструкт, як продукт культури, що підлягає корекції та зміні. Як і інші науки, математика розглядається як емпірична спроба, результати якої постійно оцінюються та можуть бути відкинуті. Однак, якщо з точки зору емпіриків оцінка є певним порівнянням з «реальністю», соціальні конструктивісти підкреслюють, що напрямок математичних досліджень диктується модою соціальної групи, яка їх проводить, або потребами суспільства, яке їх фінансує. Проте, незважаючи на те, що такі зовнішні сили можуть змінити напрямок деяких математичних досліджень, існують сильні внутрішні обмеження, — математичні традиції, методи, проблеми, значення та цінності, до яких математики інкультуровані — які працюють на збереження історично визначеної дсципліни.
Це суперечить традиційним уявленням працюючих математиків про те, що математика якимось чином чиста чи об’єктивна. Але соціальні конструктивісти стверджують, що математика насправді заснована на великій кількості невизначеності: у міру розвитку математичної практики статус попередньої математики ставиться під сумнів і коригується в тій мірі, в якій цього вимагає чи бажає нинішня математична спільнота. Це можна побачити в розвитку аналізу на основі повторного вивчення обчислень Лейбніца і Ньютона. Крім того, вони стверджують, що математиці, якій навчають у вишах, та академічній математиці часто надається занадто великий статус, а народній математиці недостатній, через надмірну увагу до аксіоматичних доведень і рецензування як практик.
Соціальна природа математики підкреслюється в її субкультурах. Великі відкриття можуть бути зроблені в одній галузі математики і мати відношення до іншої, але зв’язок залишається невиявленим через відсутність соціальних контактів між математиками. Соціальні конструктивісти стверджують, що кожна спеціальність формує власну епістемічну спільноту і часто відчуває великі труднощі у спілкуванні або мотивуванні дослідження об’єднуючих теорій, які можуть стосуватися різних областей математики. Соціальні конструктивісти розглядають процес «займання математикою» як фактичне створення сенсу, тоді як соціальні реалісти бачать брак або людської здатності абстрагуватися, або людської когнітивної упередженості, або колективного інтелекту математиків як такі, що перешкоджають розумінню справжнього всесвіту математичних об'єктів. Соціальні конструктивісти іноді відкидають пошук основ математики як приречений на провал, як недоцільний або навіть безсенсовний.
Внески до цієї школи зробили Імре Лакатош і Томас Тимочко, хоча неясно, хто  схвалив цю назву.  Нещодавно Пол Ернест чітко сформулював соціальну конструктивістську філософію математики. Дехто вважає, що робота Пауля Ердеша в цілому просунула цю точку зору (хоча він особисто її відкидав) через його надзвичайно широку співпрацю, яка спонукала інших розглядати та вивчати «математику як соціальну діяльність», наприклад, через число Ердеша. Рубен Герш також пропагував соціальний погляд на математику, називаючи його «гуманістичним» підходом, схожим, але не зовсім таким же, як той, що асоціюється з Елвіном Уайтом; один із співавторів Герша, Філіп Дж. Девіс, також висловив симпатію до соціального погляду.

### За межами традиційних шкіл

#### Невиправдана ефективність
Замість того, щоб зосереджуватися на вузьких дискусіях про справжню природу математичної істини чи навіть на практиках, унікальних для математиків, таких як доведення, зростаючий рух із 1960-х до 1990-х років став піддавати сумніву ідею пошуку основ або пошуку будь-якої правильної відповіді на питання чому математика працює. Відправною точкою для цього була відома стаття Юджина Вігнера 1960 року «Необґрунтована ефективність математики в природничих науках», у якій він стверджував, що щасливий збіг математики та фізики, які так добре утворюють пару, здається нерозумним і його важко пояснити.

#### Два значення Поппера для числових тверджень
Реалістичні та конструктивістські теорії зазвичай сприймаються як протилежні. Однак Карл Поппер вважав, що числове твердження, наприклад "2 яблука + 2 яблука = 4 яблука" можна сприймати в двох значеннях. В одному сенсі воно неспростовне і логічно вірне. У другому значенні воно фактично істинне і піддається фальсифікації. Інакше кажучи, одне числове твердження може виражати два судження: одне з яких можна пояснити конструктивістськими принципами; інше — на реалістичних засадах.

#### Філософія мови
Інновації у філософії мови протягом 20 століття відновили інтерес до того, чи є математика, як то кажуть, мовою науки. Хоча деякі  математики та філософи сприймуть твердження «математика — це мова» (проте більшість вважає, що мова математики — це частина математики, до якої математика не може бути зведена), лінгвісти  вважають, що слід враховувати наслідки такої заяви. Наприклад, інструменти лінгвістики, як правило, не застосовуються до систем символів математики, тобто математика вивчається суттєво відмінним способом від інших мов. Якщо математика є мовою, то це інший тип мови, ніж природні мови. Дійсно, через потребу в ясності та конкретності мова математики є набагато більш обмеженою, ніж природні мови, які вивчають лінгвісти. Проте методи, розроблені Фреге і Тарскі для вивчення математичної мови, були значно розширені учнем Тарскі Річардом Монтегю та іншими лінгвістами, які працювали над формальною семантикою, щоб показати, що різниця між математичною мовою та природною мовою може бути не такою великою, як здається.
Мохан Ганесалінгам (англ. Mohan Ganesalingam) проаналізував математичну мову, використовуючи засоби формальної лінгвістики. Ганесалінгам зазначає, що деякі особливості природної мови не є необхідними під час аналізу математичної мови, наприклад, час, але багато аналітичних інструментів можна використовувати ,наприклад, контекстно-вільні граматики. Одна важлива відмінність полягає в тому, що математичні об’єкти мають чітко визначені типи, які можуть бути явно визначені в тексті: «По суті, нам дозволено ввести слово в одну частину речення та оголосити його як частину мови в іншій; і ця операція не має аналогів у природній мові». :251

## Аргументи

### Незамінність аргументу реалізму
Стефан Ябло  вважає цей аргумент, пов’язаний з Віллардом Квайном і Гіларі Патнемом, одним із найвагоміших аргументів на користь визнання існування абстрактних математичних сутностей, таких як числа та множини. Форма аргументації така.
1. Необхідно мати онтологічні зобов’язання щодо всіх сутностей, які є незамінними для найкращих наукових теорій, і лише щодо цих сутностей (зазвичай їх називають «всі і тільки»).
2. Математичні сутності є незамінними для найкращих наукових теорій. Тому
3. Необхідно мати онтологічні зобов’язання щодо математичних сутностей.[42]

Обґрунтування першого засновку є найбільш суперечливим. І Патнем, і Квайн посилаються на натуралізм, щоб виправдати виключення всіх ненаукових сутностей і, отже, захистити «єдину» частину «всього і тільки». Твердження про те, що «всі» сутності, постульовані в наукових теоріях, включаючи числа, повинні бути прийняті як реальні, виправдовуються підтверджувальним холізмом. Оскільки теорії підтверджуються не по частинах, а в цілому, немає жодного виправдання для виключення будь-якої сутності, згаданої в добре підтверджених теоріях. Це ставить у скрутне становище номіналіста, який бажає виключити існування множин і неевклідової геометрії, але включити існування кварків та інших фізичних об’єктів, які неможливо виявити.

### Епістемічний аргумент проти реалізму
Антиреалістичний «епістемічний аргумент» проти платонізму був висунутий Полом Бенасеррафом і Гартрі Філдом. Платонізм стверджує, що математичні об’єкти є абстрактними сутностями. За загальною згодою, абстрактні сутності не можуть причинно взаємодіяти з конкретними, фізичними сутностями («істинні значення наших математичних тверджень залежать від фактів, що стосуються платонівських сутностей, які перебувають у царстві поза простором-часом» ). Хоча наші знання про конкретні фізичні об’єкти базуються на нашій здатності сприймати їх і, отже, причинно взаємодіяти з ними, немає паралельного опису того, як математики отримують знання про абстрактні об’єкти. Інакше висловити цю думку можна так: якби платонівський світ зник, це не вплинуло б на здатність математиків генерувати доведення тощо, що вже повністю відповідає фізичним процесам у їхніх мізках.
Філд розвинув свої погляди до фікціоналізму. Бенасерраф також розвинув філософію математичного структуралізму, згідно з якою не існує математичних об'єктів. Тим не менш, деякі версії структуралізму сумісні з деякими версіями реалізму.
Аргумент базується на ідеї, що задовільний натуралістичний опис процесів мислення з точки зору процесів мозку може бути наданий для математичних міркувань разом з усім іншим. Одна лінія захисту полягає в тому, щоб стверджувати, що це невірно, тому що математичне міркування використовує якусь особливу інтуїцію, яка передбачає контакт із сферою Платона. Сучасну форму цього аргументу дає Роджер Пенроуз.
Інша лінія захисту полягає в тому, щоб стверджувати, що абстрактні об’єкти мають відношення до математичних міркувань у спосіб, який не є причинно-наслідковим, і не є аналогічним сприйняттю. Цей аргумент розвиває Джерольд Кац у своїй книзі «Реалістичний раціоналізм» 2000 року.
Більш радикальним захистом є заперечення фізичної реальності, тобто визнання математичної гіпотези всесвіту. У цьому випадку знання математика про математику означає як один з математичних об’єктів контактує з іншим.

## Естетика
Багатьох практикуючих математиків приваблює їхній предмет досліджень через відчуття краси, яку вони вбачають у математиці. Іноді можна почути думку, що математики хотіли б залишити філософію філософам і повернутися до математики — в якій, ймовірно, криється краса.
У своїй роботі про божественну пропорцію Х. Е. Хантлі пов’язує відчуття від читання та розуміння чужого доведення математичної теореми з почуттям глядача шедевру мистецтва — читач доведення переживає подібне відчуття захоплення від розуміння, як і сам автор доведення, так само, як він стверджує, що глядач шедевра має відчуття піднесення, подібне до оригінального відчуття художника чи скульптора. Дійсно, можна вивчати математичні та наукові твори як літературу.
Філіп Дж. Девіс і Рубен Герш прокоментували, що відчуття математичної краси є універсальним серед практикуючих математиків. Як приклад, вони надають два доведення ірраціональності √2. Перше — традиційне доведення від супротивного, приписуване Евкліду; друге є більш прямим доведенням, що включає фундаментальну теорему арифметики, яка, як вони стверджують, добирається до суті проблеми. Девіс і Герш стверджують, що математики вважають друге доведення більш естетично привабливим, оскільки воно наближається до природи проблеми.
Пауль Ердеш був добре відомий своїм уявленням про гіпотетичну «Книгу», яка містить найелегантніші та найгарніші математичні доведення. Немає загальної згоди що математичне твердження має одне «найелегантніше» доведення; Грегорі Чайтін виступає проти цієї ідеї.
Філософи іноді критикували почуття математиків до краси чи елегантності як у кращому випадку нечітко сформульоване. Однак філософи математики прагнули схарактеризувати те, що робить одне доведення більш бажаним, ніж інше, коли обидва є логічно обґрунтованими.
Іншим аспектом естетики, що стосується математики, є погляди математиків на можливе використання математики в цілях, які вважаються неетичними або невідповідними. Найвідоміший виклад цієї точки зору міститься в книзі Ґ. Х. Харді «Апологія математика», в якій Харді стверджує, що чиста математика перевершує за красою прикладну математику саме тому, що її не можна використовувати для війни чи подібних цілей.

## Періодичні видання, статті
- Philosophia Mathematica journal
- The Philosophy of Mathematics Education Journal homepage
- ФІЛОСОФІЯ НАВЧАННЯ МАТЕМАТИКИ ЯК СМИСЛОВИЙ СКЛАДНИК МЕТОДИЧНОЇ ДІЯЛЬНОСТІ